# Trierer Porzellanmanufaktur

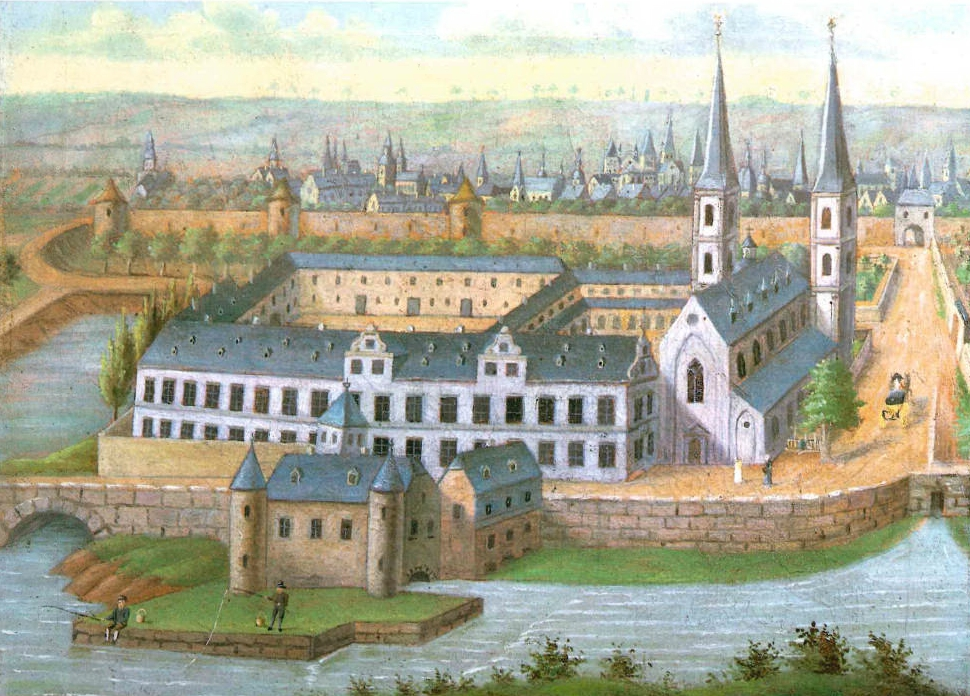
Die Benediktinerabtei St. Martin in Trier. Unbekannter Künstler. Vor 1794. Öl auf Leinwand, 37,5 × 50 cm. Rheinisches Landesmuseum Trier, Inv. 79.9 (Foto nach Katalog Trier 2000, S. 16).

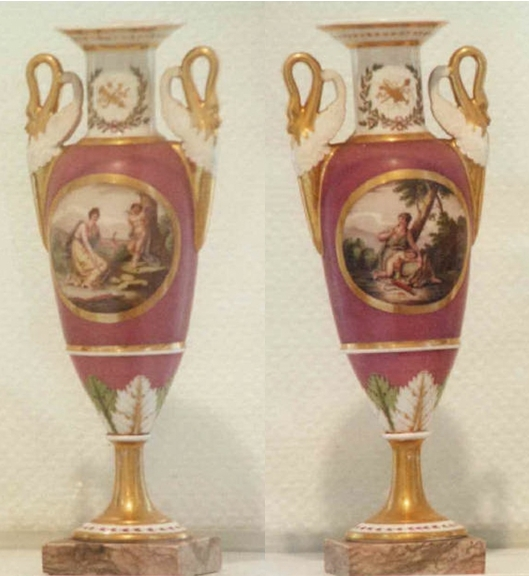
Vasenpaar in Amphorenform, Bemalung nach Motiven von Angelika Kauffmann (Züchtigung Amors), Anfang 19. Jahrhundert. Inv.-Nr. VIII 642a+b, Stadtmuseum Simeonstift Trier.

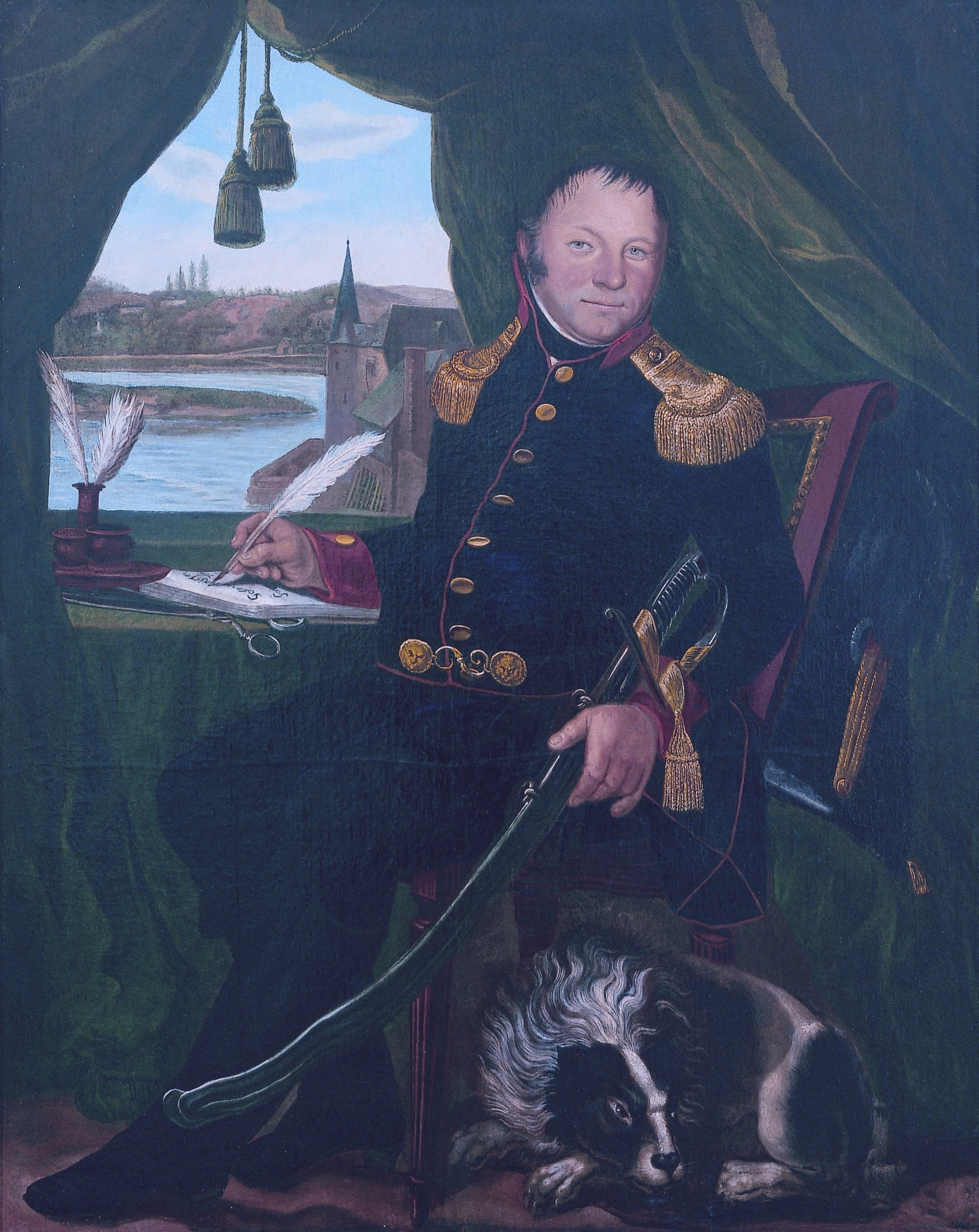
Stephan Hawich, Porträt Peter Marx, um 1816/17, Öl auf Leinwand, 145 × 117 cm, Stadtmuseum Simeonstift Trier, Inv. Nr. III 264.

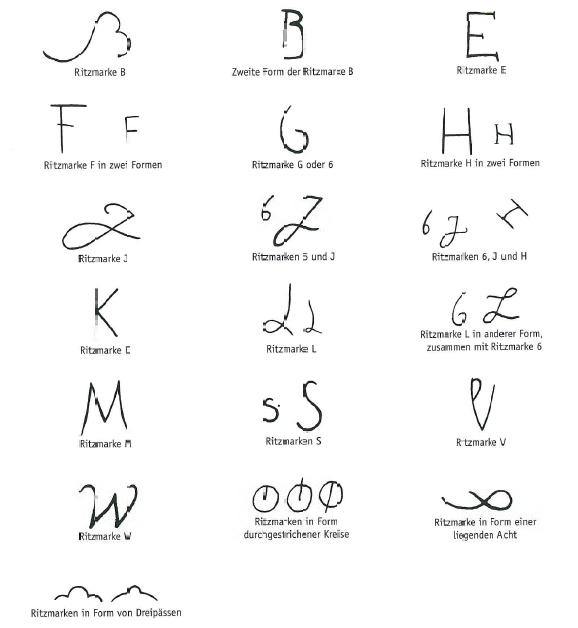
Ritzmarken auf Trierer Porzellan, aus Katalog „Bürger und Fremde, die auf Eleganz halten“, Trier, 2000.

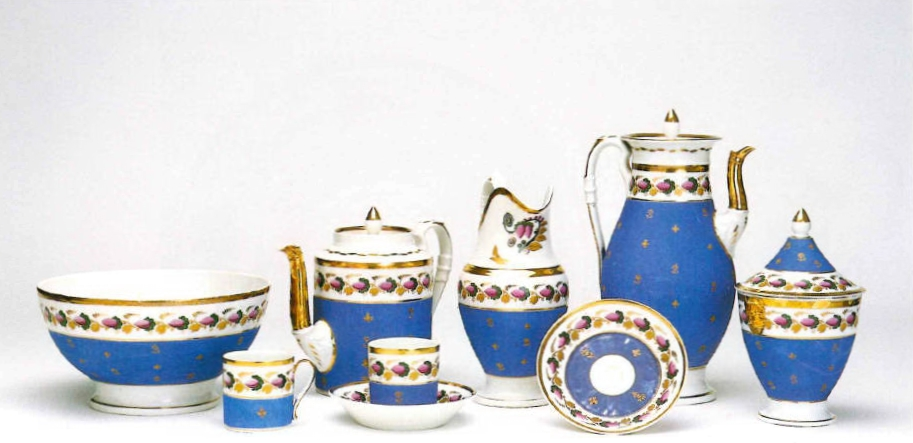
Kaffeeservice mit mattblauem Fond und einem Blütenknospenfries (Formtyp 1), Stadtmuseum Simeonstift Trier, Inv. Nr. VIII 197.

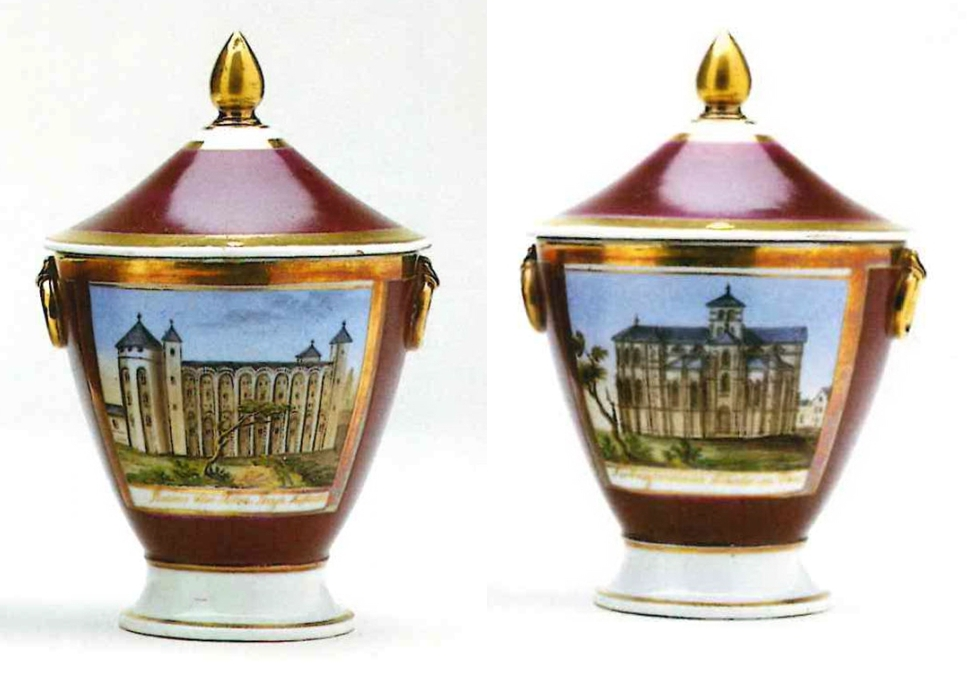
Zuckerdose aus einem Service mit Purpurfond (Formtyp 1), vorderseitig: „Ruine des Röm. Imp. Palastes“, rückseitig: „Liebfrauen Kirche in Trier“, Stadtmuseum Simeonstift Trier, Inv. Nr. VIII 192b

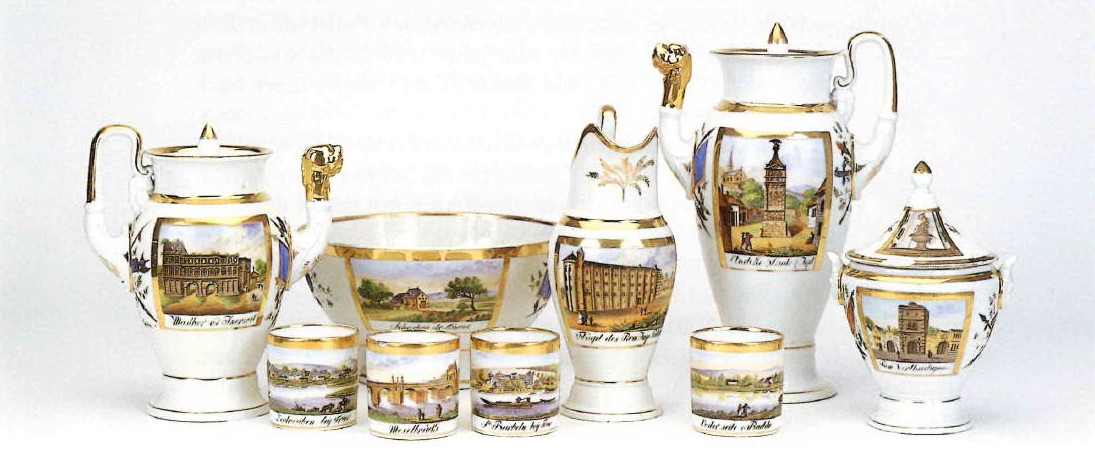
Kaffeeservice, weißer Fond, bemalt mit Trier-Ansichten und Trophäen (Formtyp 2), Stadtmuseum Simeonstift Trier, Inv. Nr. VIII 194.

Die Trierer Porzellanmanufaktur (gegründet 1807/1809; stillgelegt 1821) produzierte fast ausschließlich Kaffeeservices, Ziertassen und Vasen. Sie führte keine Marke. Besonders geschätzt war und ist ihr handbemaltes Ansichtenporzellan.

## Gründung der Manufaktur
Um 1807 begann der Fabrikant Christian Joseph Deuster (* 3. November 1766 in Bundenbach; † 16. Juni 1823 in Mendig-Obermendig) mit dem Aufbau einer Porzellan-Manufaktur in Trier, damals Hauptstadt des französischen Saar-Departements. Er hatte zuvor bereits in Paris eine Porzellanfabrik betrieben, aber 1804 Konkurs angemeldet. In der Moselstadt pachtete er als Fabrikations- und Wohnort die Gebäude des ehemaligen Benediktiner-Klosters St. Martin, die im Rahmen der Säkularisation 1803 als Staatseigentum veräußert worden waren: den auf dem rechten Moselufer gelegenen Haupttrakt, unter der Adresse Zurlauben 43 (heute Martinsufer 1), und den links der Mosel gelegenen sog. Martinerhof, einen Wirtschaftshof, unter der Adresse Pallien 13 (heute Palliener Straße 19). Nach einer Besichtigung der Anlage durch den Trierer Bürgermeister Anton Joseph Recking befürwortete der Stadtrat im Oktober 1809 die Neugründung. Einen Monat später erteilte die auf Wirtschaftsförderung bedachte französische Regierung, vertreten durch den Präfekten Maximilien Xavier Keppler, die erforderliche Betriebserlaubnis. Zu dieser Zeit war die Produktion der unter „Manufacture à St. Martin près Trèves“ firmierenden Fabrik jedoch schon längere Zeit angelaufen. Deuster profitierte dabei von seinen Pariser Netzwerken, bezog wie zuvor das qualitätvolle Kaolin aus Limoges und brachte auch erfahrene Porzellanarbeiter mit zum neuen Standort.

## Die französische Aktiengesellschaft
Zur Aufstockung des Kapitals wurde das Unternehmen 1810 in eine Aktiengesellschaft umgewandelt, in die u. a. Präfekt Keppler als Investor einstieg. Deuster, der aus Geldmangel keine Anteile zeichnen konnte, fungierte fortan als Technischer Direktor und leitete die Produktion mit rund 80 Arbeitern und etlichen Auszubildenden im zwischenzeitlich angekauften Fabrikareal. Mit zwei Brennöfen und zwei Muffelöfen zum Einbrennen der Farben wurden jährlich rund 150.000 Stück Porzellan hergestellt und vorwiegend exportiert, auch über eigene Verkaufslager in Leipzig und Hamburg. 1813 quittierte Deuster den Dienst in Trier, um sich in Mendig mit einer Porzellan- bzw. Steingutfabrik zu versuchen. An seiner Stelle trat der zuvor ebenfalls in Paris tätige Porzellanfachmann Joseph Maurice Coeur d’Acier in das Unternehmen ein. Im selben Jahr 1813 kam es zu einer zweiten Aktien-Emission; zum Kreis der Anteilseigner gehörte nun auch der Trierer Unternehmer und Stadtrat Peter Marx (1763–1831), der die Geschicke der Manufaktur schon wenig später wesentlich bestimmen sollte. Während der tief greifenden politischen Umwälzungen, die das Jahr 1814 mit dem Wechsel von der französischen zur preußischen Herrschaft mit sich brachte, lief die Produktion zwar zunächst noch eingeschränkt weiter. Im März 1815 jedoch löste sich die Aktiengesellschaft auf und beauftragte Marx mit der Versteigerung der Fabrik samt Ware und Rohstoffen.

## Das Unternehmen in preußischer Zeit
Peter Marx, der es in der Säkularisation durch geschickte Aufkäufe und als Makler von Immobilien aus Kirchen- und Adelsgut zu Großgrundbesitz und ansehnlichem Reichtum gebracht hatte, ersteigerte im August 1815 den gesamten Fabrikkomplex und setzte ab April 1816 die Produktion der „Porzellan-Manufaktur zu St. Martin bei Trier“ fort. Zu Limoges trat nun Passau als Kaolin-Lieferant hinzu; außerdem wurden, wie schon während der französischen Phase erprobt, standortnahe Rohstoffe (Region Gerolstein) herangezogen. Der Betrieb beschäftigte bald wieder 50 Mitarbeiter und wurde durch staatliche Subventionen wie den Erlass von Einfuhrumsatzsteuern und verbilligten Brennholzbezug unterstützt. Doch die neue Blüte währte nur knapp fünf Jahre. Schon zu Beginn des Jahres 1821 kam die Produktion zum Erliegen. An diesem Niedergang dürften Fehler im Management des branchenfremden und durch vielfältige Unternehmungen beanspruchten Inhabers Marx ebenso beteiligt gewesen sein wie die Konkurrenz des billigeren Steinguts, das zudem im Umdruckverfahren statt mit Handmalerei dekoriert werden konnte. Ein Firmenarchiv ist nicht überliefert.

## Produkte der Manufaktur
In Trier wurden fast ausschließlich Kaffeeservices, Ziertassen und Vasen hergestellt, wie ein die „correntesten Gegenstände“ aufführendes Firmenformular und die überkommenen Stücke ausweisen. Ein Kaffeeservice umfasste damals 17 Teile: Kaffeekanne, Teekanne, Milch- oder Wassergießer, Zuckerdose, 12 Tassen und Untertassen sowie eine „Spülkumme“ (Der Kaffeesatz aus den Tassen wurde am Tisch ausgeschwenkt). Nach französischem Vorbild gehörten Kuchen- oder Dessertteller nicht dazu. Den Produktlinien bekannter Manufakturen folgend mischte sich in Trier ein relativ strenger klassizistischer Stil (L’Empire) mit Elementen des frühen Biedermeier (Restauration) zu auffälliger Formenvielfalt; allein für die Services waren drei Formtypen in Gebrauch: Die hohen schlanken Kaffeekannen, mit und ohne zylindrischem Hals, waren von niedrigeren Teekannen in Walzen-, seltener in Birnenform begleitet. Es gab Henkelvarianten mit C-Schwung und Manschette oder mit plastischem Menschenkopf und Palmetten am Ansatz, jeweils auch für die hohen Milchgießer mit breiter Laffe übernommen. Die urnenförmigen Zuckerdosen hatten wahlweise einen ein- oder ausgewölbten Deckel und Maskarons oder Ringe als Handhaben. Überwiegend zylindrische Tassen mit Spornhenkel, aber auch gemuldete Tassen mit Ohrhenkel gehörten zu den Kaffeeservices. Für die einzeln angebotenen Ziertassen gab es fünf Formtypen, darunter eine hohe Becherform mit Volutenhenkel für die beliebte heiße Schokolade. Auch bei den Vasen kam man mit zwei Formtypen, der üppigeren Amphorenvase mit Schwanenhenkeln und der Kratervase mit eingebogenen Henkeln in halber Gefäßhöhe den Kundenwünschen entgegen.

## Zuschreibungskriterien
Die sehr ähnliche Formensprache vieler Manufakturen erschwert die Zuschreibung ungemarkter Porzellane an Trier. Sie stützt sich deshalb vorwiegend auf die Provenienz aus dem Besitz alteingesessener Trierer Familien, u. a. aus dem Umfeld des Unternehmers Marx. Im genauen Vergleich mit solchen noch heute zahlreich vorhandenen Belegstücken und Abbildungen in der älteren Literatur lassen sich auch andere Teile sicher bestimmen. Als wichtige weitere Kriterien dienen die sog. „Ritzmarken“ unter den Gefäßböden, vor dem Brand eingetiefte Buchstaben und Zeichen, die möglicherweise auf Dreher der Manufaktur hinweisen. Auf Trierer Stücken finden sich die Buchstaben B, E, F, G (oder 6), H, J, K, L, M, S, V, W sowie durchgestrichene Kreise, eine liegende Ziffer 8 oder Dreipässe. Nicht zuletzt liefert auch die Bemalung, etwa mit Trierer Ansichten, entscheidende Anhaltspunkte.

## Ansichtenporzellan und andere Dekore
Ausweislich des Firmenformulars der Porzellanfabrik konnten die Käufer zwischen Weißware, weißgoldener Mittelware (Goldrand und/oder Goldornamente in Form stilisierter Blätter und Blüten bzw. gestreuter Goldpunkte oder Goldsterne) und der in Aufglasurfarbe handbemalten Ware wählen. Bei der letztgenannten „Malerey“ verlagerten sich die Schwerpunkte von den anfänglich bevorzugten mythologischen Motiven hin zu realistischen Darstellungen. Unter der Ägide Marx’ entstanden ganze Services, aber auch unterschiedlich geformte Einzeltassen, die der Antikenbegeisterung wie auch der romantisch verklärenden Naturbegegnung Ausdruck verliehen. In goldgeränderten Reserven zeigten sie vor allem die römischen Bauwerke der Stadt Trier: Porta Nigra, Basilika, Kaiserthermen, Amphitheater, Römerbrücke und Igeler Säule, denen zu dieser Zeit viel beachtete archäologische Untersuchungen und Freilegungen galten. Doch auch die bedeutenden Kirchen und Bauten späterer Epochen sowie die Ansichten und Ausflugsziele aus der Umgebung der Stadt waren zahlreich vertreten. Damit lieferte die Porzellanmanufaktur ein komplettes Sightseeing-Programm für die frühen Moselreisenden, noch bevor entsprechend illustrierte Reiseliteratur auf dem Markt war. Die als „geschmack- und prachtvoll“ gepriesenen Erzeugnisse der Manufaktur waren zudem bei den Bewohnern der Stadt beliebt, eine Wertschätzung, die bis heute unvermindert anhält und die Preise der zu seltenen Sammlerstücken avancierten Porzellane bestimmt.
Neben dieser Trierer Spezialität stellte die Porzellanfabrik auch Geschirre mit Phantasielandschaften und/oder figuraler Malerei her, beispielsweise Services mit einheimischen und exotischen Tieren in Landschaftsausschnitten oder Genre- und Theaterszenen auf Vasen. Ebenso wenig fehlten die Blumenmalerei, darunter die Services „mit Kornblumen“, die vielerorts und nachgewiesen auch in Trier gefertigt wurden, und schließlich die mit Freundschaftssymbolen verzierten Geschenktassen.

## Maler der Manufaktur
Die in der Manufaktur gefertigten Teile trugen keine Malersignaturen. Den üblichen Gepflogenheiten folgend waren auch in Trier die Fabrikangehörigen nicht befugt, ihre Arbeiten mit ihrem Namen oder mit anderen Kennzeichen zu versehen. Dennoch lassen sich einige Künstler nachweisen. So ist für die französische Periode des Unternehmens als „bester“ Maler ein heute nicht mehr identifizierbarer „Baron de…“ überliefert, dem insbesondere historische und mythologische Motive, auch nach Vorlagen der berühmten Malerin Angelika Kauffmann, zugeschrieben werden. Als weitere Fabrikmaler waren die Franzosen Jean Baptiste Devouton, Alexis Delbarre, Jean Baptiste Pinault sowie der aus Trier stammende Johann Baptist Warlang (1791–1865) tätig, der in der Manufaktur ausgebildet worden war.
Während der zweiten Produktionsphase unter Marx kam dem Trierer Maler Christoph Hawich eine führende Rolle zu. Er war von 1816 bis zum Niedergang der Fabrik 1821 als Malereivorsteher („Erster Maler und Lehrer“) tätig, malte nicht nur selbst, sondern versorgte auch die übrigen Fabrikmaler mit geeigneten Vorlagen zur Reproduktion auf Porzellan, sowohl mit eigenen Entwürfen als auch mit Zeichnungen und Graphik fremder Künstler. Außerdem oblag ihm die Heranbildung geeigneter Nachwuchskräfte. Auch Hawich signierte nicht, seine Urheberschaft lässt sich jedoch über weite Strecken durch die mit den Porzellanen übereinstimmenden Trierer Ansichten seiner 1823 edierten Lithografiemappe nachweisen.
Doch Hawich war nicht ohne Konkurrenz. Der bereits erwähnte Johann Baptist Warlang, der sich nun auch Walrand nannte, ließ sich spätestens 1818 als selbstständiger Porzellanmaler in Trier nieder, nachdem er zuvor mehrere Jahre in Paris gearbeitet hatte. Er dekorierte die als Weißware von der Trierer Porzellanfabrik, später auch von anderen Manufakturen bezogenen Porzellane mit qualitätvollen Trier-Ansichten, mythologischen Motiven und Blumendekorationen, die oft mit reichem, teilweise radiertem Matt- und Poliergolddekor einhergingen. Walrand pflegte seine Arbeiten jedoch mit vollem Namen zu signieren oder mit den Monogrammen „JBW“, „JW“ oder „IW“ zu zeichnen.

## Ausstellungen und Sammlungen
Das Stadtmuseum Simeonstift Trier richtete vom 9. April bis 31. Oktober 2000 eine erste umfassende Ausstellung zur Trierer Porzellanmanufaktur und ihren Produkten aus. Unter dem Zitat-Titel:„Für Bürger und Fremde, die auf Eleganz halten“ wurden der eigene reichhaltige Bestand und zahlreiche Leihgaben aus Privatbesitz präsentiert. Weitere wichtige Standorte Trierer Porzellans lassen sich aus der Projektbeteiligung öffentlicher Sammlungen ablesen: Rheinisches Landesmuseum Trier, Musée National d’Histoire et d’Art Luxembourg, Keramikmuseum Mettlach (Villeroy & Boch), Museum Prüm, Stiftung Preußische Schlösser und Gärten Berlin-Brandenburg, Württembergisches Landesmuseum Stuttgart und Saarland-Museum, Alte Sammlung, Saarbrücken, das die Ausstellung vom 19. November 2000 bis 14. Januar 2001 übernahm. Das Katalog-Handbuch (vgl. Lit. Verz.) vereinte begleitend umfassende Forschungsergebnisse und exzellentes Bildmaterial.